# Central Park (Washington)
Central Park és una concentració de població designada pel cens dels Estats Units a l'estat de Washington. Segons el cens del 2000 tenia 2.558 habitants.

## Demografia
Segons el cens del 2000, Central Park tenia 2.558 habitants, 1.037 habitatges, i 779 famílies. La densitat de població era de 281,4 habitants per km².
Dels 1.037 habitatges en un 29,7% hi vivien nens de menys de 18 anys, en un 64,4% hi vivien parelles casades, en un 7,7% dones solteres, i en un 24,8% no eren unitats familiars. En el 21,4% dels habitatges hi vivien persones soles el 10,6% de les quals corresponia a persones de 65 anys o més que vivien soles. El nombre mitjà de persones vivint en cada habitatge era de 2,47 i el nombre mitjà de persones que vivien en cada família era de 2,83.
Per edats la població es repartia de la següent manera: un 23,2% tenia menys de 18 anys, un 5,4% entre 18 i 24, un 23,9% entre 25 i 44, un 29,4% de 45 a 60 i un 18,1% 65 anys o més.
L'edat mediana era de 44 anys. Per cada 100 dones de 18 o més anys hi havia 98,6 homes.
La renda mediana per habitatge era de 45.719 $ i la renda mediana per família de 50.313 $. Els homes tenien una renda mediana de 41.081 $ mentre que les dones 30.208 $. La renda per capita de la població era de 21.003 $. Aproximadament el 6,4% de les famílies i el 7,3% de la població estaven per davall del llindar de pobresa.

## Poblacions més properes
El següent diagrama mostra les poblacions més properes.